# شهرستان ماساک (ایلینوی)
شهرستان ماساک، (به انگلیسی: Massac County) شهرستانی در ایالت ایلی‌نوی ایالات متحده امریکا و بر طبق سرشماری ۲۰۱۰ این شهرستان ۱۵۴۲۹ نفر جمعیت داشته‌است. رشد جمعیت این شهرستان از ۲۰۰۰ تا ۲۰۱۰، حدود ۱٫۸ درصد بوده است.

طبق سرشماری ۲۰۱۰، مساحت این شهرستان ۶۲۶٫۳ کیلومتر مربع وسعت داشته که از این مقدار ۱٫۹ درصد آب و ۹۸٫۱ درصد خشکی می‌باشد.

این شهرستان در ۱۸۴۳ از شهرستان جانسون و شهرستان پوپ جدا شد. این شهرستان نام خود را از دز نظامی فرانسوی که در زمان جنگ فرانسه و بومیان امریکا با انگلیس در این شهرستان ساخته شده، گرفته‌است. بومیان امریکا از هزاران سال پیش در بخش‌هایی از این شهرستان ساکن بوده‌اند.

## همسایگان و راه‌ها
همسایگان این شهرستان عبارتند از:
- شمال: شهرستان پوپ
- شمال‌شرق:
- شرق: شهرستان لینوینگ استون، کنتاکی
- جنوب‌شرق:
- جنوب: شهرستان مک کارکن، کنتاکی
- جنوب‌غرب:
- غرب: شهرستان پولاسکی
- شمال‌غرب: شهرستان جانسون

راه‌های اصلی این شهرستان:
1. بزرگراه میان‌ایالتی ۲۴
2. بزرگراه میان‌ایالتی ۵۷
3. بزرگراه ۴۵ ایالات متحده
4. جاده ۱۶۹ ایلی‌نوی

## نگارخانه

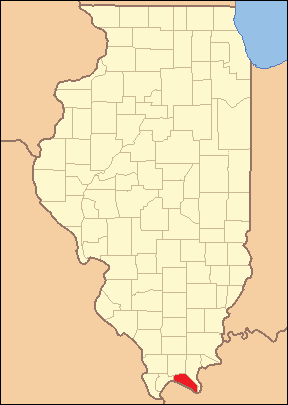

## شهرها
- بارگرویلا، ایلی‌نوی
- نیولیبرتی، ایلی‌نوی
- روند نوب، ایلی‌نوی
- شدی گرو، ایلی‌نوی
- یونیونویلاد، ایلی‌نوی